# Vincent Young (actor)
Vincent Young (nacido el 6 de junio de 1965, en Filadelfia, Pensilvania) es un actor estadounidense bien conocido en el papel de Noah Hunter en la serie Beverly Hills, 90210. Fue parte del show desde 1997 hasta 2000.
Young también ha aparecido en CSI: New York, Navy NCIS, y JAG.
- Datos: Q2125662